# Telèclides
Telèclides (en llatí Telecleides, en grec antic Τηλεκλείδης) fou un poeta còmic atenenc de la vella comèdia contemporani de Crates i Cratí i que va viure una mica abans d'Aristòfanes, probablement a la primera meitat del segle iv aC. Era un defensor de la pau i un admirador de les formes de vida gregues de l'època de Temístocles.
Se li atribueixen sis comèdies, si se n'inclou una que els antics ja consideraven espúria. Només s'han conservat cinc títols:
- Ἀμφικτύονες ("Amphiktyones" Amfictions)
- Ἀψευδεῖς ("Apseudeis" El que no menteix)
- Ἡσίοδοι ("Hêsíodoi" (Els Hesíode)
- Πρυτάνεις ("Prytáneis" Els Pritans)
- Στερῥοί ("Sterroí" Els forts).

D'aquestes obres de teatre se'n conserven alguns fragments, entre d'altres, els que ataca a Pèricles i absol a Nícies, segons recull Plutarc.